# Eduard Habich
Eduard Habich (Kassel, 3 de setembre de 1880 - Berlín, 15 de març de 1960) fou un baríton alemany.
Va estudiar amb Max Fleisch a Frankfurt i va fer el seu debut el 1904 a Koblenz. Després de compromisos a Posen, Halle i Düsseldorf, el 1910 es va unir al Berlin Hofoper (més tard Staatsoper), a la qual va romandre com a membre fins al 1930. Va formar part de l'Òpera de Chicago durant les temporades 1930-1932. Entre 1935 i 1937, va ser membre de la Metropolitan Opera de Nova York. El 1939 va participar en l'estrena de l'òpera de Paul von Klenau, Elisabeth von England, al Teatre Estatal de Kassel. Va cantar diverses temporades al Gran Teatre del Liceu de Barcelona. Encara el 1944 va estar activa al teatre de la seva ciutat natal, Kassel, encarnant Bartolo a Il barbiere di Siviglia. Un cop retirada de l'escena, es va dedicar a l'ensenyament del cant a Berlín. Estava casat amb la cantant Mathilde Schrecker.
Els seus personatges més recordats són Beckmesser, Klingsor, i sobretot Alberich a les òperes del Cicle de l'Anell, que també va cantar al Festival de Bayreuth els anys 1911, 1912, 1914 i 1924-1931.